# Cesiro
Cesiro Sighișoara este o companie producătoare de articole din faianță pentru menaj din România.
Înființată în anul 1957 sub numele de Combinatul de Faianță și Sticlărie din Sighișoara, firma a fost divizată în anul 1990 prin constituirea a trei societăți comerciale: Cesiro, Stimet și Artfil.
Compania produce aproximativ 1.300 de tone de articole din faianță pentru menaj pe lună, adică aproximativ 80.000 de cești și 80.000 de farfurii pe zi.
În anul 2008, compania a realizat o capacitate totală de 15.187 de tone.
Număr de angajați în 2009: 1.174
Cifra de afaceri:
- 2010: 20 milioane euro [2]
- 2009: 16 milioane euro [3]